# Vaux-sur-Sûre
Vaux-sur-Sûre é um município da Bélgica localizado no distrito de Bastogne, província de Luxemburgo, região da Valônia.